# Дол при Храстовљах
Дол при Храстовљах (словен. Dol pri Hrastovljah, итал. Villadolo) је насељено место у општини Копар, Обално-Крашка регија, Словенија.

## Историја
До територијалне реорганизације у Словенији био је у саставу старе општине Копар.

## Становништво
У попису становништва из 2011. године, Дол при Храстовљах је имао 107 становника.
| Број становника према пописима | Број становника према пописима | Број становника према пописима |
| ------------------------------ | ------------------------------ | ------------------------------ |
| 1991                           | 2002                           | 2011                           |
| 120                            | 104                            | 107                            |

Напомена: До 1953. исказивано под именом Дол.